# 160년

## 연호
- 후한(後漢) 연희(延熹) 3년

## 기년
- 후한(後漢) 환제(桓帝) 14년
- 신라(新羅) 아달라 이사금(阿達羅泥師今) 7년
- 고구려(高句麗) 차대왕(次大王) 15년
- 백제(百濟) 개루왕(蓋婁王) 33년

## 사건
- 음력 4월, 신라, 폭우가 내려, 알천의 물이 넘쳐 인가가 표류하였고, 금성 북문이 저절로 허물어졌다.

## 참고 문헌
- 김부식 (1145), 《삼국사기》 〈권2〉 아달라 이사금 조(條)